# Vampire: The Masquerade (računalne igre)
Vampire: The Masquerade je računalni serijal igara koje je izdao Activision. Podrazumijeva naslove:
- Vampire: The Masquerade: Redemption, izdano: 7. lipnja 2000. (Activision), razvio Nihilistic Software; RPG
- Vampire: The Masquerade: Bloodlines, izdano: Europa 19. studenog 2004., Sjeverna Amerika 16. studenog 2004.; razvio Troika Games; akcijski RPG